# Lambertville (Nueva Jersey)
Lambertville es una ciudad ubicada en el condado de Hunterdon en el estado estadounidense de Nueva Jersey. En el año 2010 tenía una población de 3.906 habitantes y una densidad poblacional de 4.005,88 personas por km².

## Geografía
Lambertville se encuentra ubicado en las coordenadas 40°22′05″N 74°56′35″O / 40.36806, -74.94306.

## Demografía
Según la Oficina del Censo en 2000 los ingresos medios por hogar en la localidad eran de $52,647 y los ingresos medios por familia eran $80,669. Los hombres tenían unos ingresos medios de $47,313 frente a los $40,369 para las mujeres. La renta per cápita para la localidad era de $36,267. Alrededor del 5.9% de la población estaba por debajo del umbral de pobreza.